# Lácaina

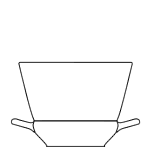
Sección imaginada de una lácaina

La lácaina (en griego λάκαινα, lákaina, plural lakainai) es un tipo de taza de la antigua cerámica griega, usado para beber. El término es citado por Ateneo en el undécimo libro de su Deipnosophistai, como vasija original de Laconia, en Esparta, y se describe como una pequeña taza de borde elevado y con dos asas horizontales en su base, sobre un pequeño pie circular.
Investigaciones más recientes aceptan el origen espartano y sugieren que su producción a partir del siglo VIII a. C., fue luego exportada al resto del mundo griego, al ser vasijas con una altura media de unos 10 cm, más útiles que las fíala u otro tipo de platos y cuencos con menor profundidad. Se mencionan (a partir de los fragmentos arqueológicos reunidos) ejemplares de la serie de cerámica de figuras negras, como posibles obras de Pintor de Amasis, pintor de Náucratis, y del llamado Pintor de la caza.
Aunque no coinciden las morfologías, algunos investigadores señalan su posible identificación con el cotón, a partir de las confusas descripciones de Ateneo.